# Vânia
Vânia Cristina Martins (Embu das Artes, 9 de novembro de 1980), conhecida simplesmente como Vânia, é uma ex-jogadora de futebol brasileira que atuava como atacante e lateral. Ela foi membro da Seleção Brasileira de Futebol Feminino.

## Carreira
Vânia jogou por vários times brasileiros, destacando-se Portuguesa, São Paulo e Corinthians.

## Carreira Internacional
Vânia representou o Brasil na categoria sênior no Torneio Internacional de Futebol Feminino, jogando contra os Países Baixos.

### Controvérsia
De 2011 a 2016, Vânia fez aparições pela Seleção Guinéu-Equatoriana de Futebol Feminino, apesar de não ter nenhuma ligação com a nação africana. Ela participou da Copa do Mundo de Futebol Feminino de 2011 e foi campeã do Campeonato Africano Feminino de 2012. Ela também jogou no Torneio de Qualificação Olímpica Feminina da CAF de 2015 e, por fim, nas Qualificação para a Taça das Nações Africanas Feminina de 2016. Em 5 de outubro de 2017, ela e outras nove jogadoras de futebol brasileiras foram declaradas pela FIFA como inelegíveis para jogar pela Guiné Equatorial.